# Mentalisation
En psychologie et en psychanalyse, la mentalisation (en allemand Mentalisierung, en anglais mentalization) est la capacité ou l'activité mentale par laquelle une personne interprète les comportements d'autrui ou les propres siens en se reportant aux états mentaux (croyances, sentiments, souhaits, pensées, etc.) qui pourraient être à l'origine de ces comportements.
La mentalisation est liée à la théorie de l'esprit, laquelle désigne l'aptitude qu'a un individu à s'attribuer des états mentaux ou à en attribuer à d'autres individus. Elle est aussi une composante clé de la cognition sociale et est importante pour l'empathie, la communication et l'établissement et le maintien de relations. On pense également qu'elle joue un rôle dans la régulation des émotions et des comportements.

## Histoire
Le concept de mentalisation trouve son origine dans les travaux de psychanalystes tels que Sigmund Freud et Melanie Klein, qui ont souligné l'importance de comprendre les processus mentaux inconscients dans le comportement humain.
Le terme mentalisation est apparu au XXe siècle. On attribue sa paternité au psychologue suisse Édouard Claparède, qui l'utilise dès 1930 dans la revue polonaise Polskie Archiwum Psychologji (Archives de psychologie polonaise). Au XXIe siècle, le terme mentalisation rapporte habituellement à l'activité ou à la capacité de lier des états mentaux et des comportements. Cependant, certains dictionnaires généraux ou terminologiques non spécialisés lui prêtent des acceptions plus spécifiques. Ainsi, en France, Le grand Larousse illustré et sa version en ligne indiquent que le terme mentalisation servirait à désigner spécifiquement l'« Intellectualisation des conflits psychiques. » Au Québec, le Grand dictionnaire terminologique indique que le terme mentalisation serait un « Mot utilisé pour désigner une prise de conscience. » Ces définitions étaient présentes à l'identique dans les éditions antérieures de ces ouvrages, éditées au XXe siècle.
La compréhension moderne de la mentalisation en tant que concept psychologique distinct est apparue dans les années 1990 grâce aux travaux de Peter Fonagy et de ses collègues.
Fonagy et ses collaborateurs ont élaboré une théorie de la mentalisation qui met l'accent sur le rôle des expériences de la petite enfance dans le développement des capacités de mentalisation. Selon leur théorie, les enfants qui vivent des relations d'attachement sécurisantes avec leurs principaux fournisseurs de soins sont plus susceptibles de développer de fortes capacités de mentalisation, tandis que ceux qui vivent un attachement insécurisant risquent d'éprouver des difficultés de mentalisation
Depuis les travaux de Fonagy, la recherche sur la mentalisation s'est élargie pour inclure des études sur sa base neuronale, son rôle dans la psychopathologie et son potentiel en tant qu'outil thérapeutique. La thérapie basée sur la mentalisation (MBT) a été développée en tant qu'approche thérapeutique pour divers troubles mentaux, y compris le trouble de la personnalité borderline, la dépression et l'anxiété.

## Les thérapies basée sur la mentalisation (TBM)[7]
La thérapie basée sur la mentalisation (MBT) est un type de psychothérapie qui se concentre sur l'amélioration des capacités de mentalisation d'un individu afin d'améliorer son fonctionnement interpersonnel et sa santé mentale.
La thérapie basée sur la mentalisation (MBT) est une forme de psychothérapie qui vise à améliorer la capacité d'un individu à mentaliser, c'est-à-dire à comprendre et à interpréter ses propres pensées, sentiments et intentions ainsi que ceux des autres. La MBT est généralement utilisée comme traitement pour les personnes souffrant de troubles de la personnalité ou d'autres problèmes de santé mentale qui impliquent des difficultés dans les relations interpersonnelles.
La thérapie repose sur la théorie selon laquelle les problèmes de mentalisation peuvent entraîner des difficultés à gérer les émotions, à comprendre le point de vue des autres et à établir et maintenir des relations saines. Grâce à la MBT, les individus sont encouragés à explorer leurs pensées, leurs sentiments et leurs comportements dans le contexte de leurs relations avec les autres, dans le but d'améliorer leur capacité de mentalisation et de développer des relations d'attachement plus sûres.
Le thérapeute en MBT joue un rôle actif et empathique en aidant l'individu à explorer ses états mentaux et à réfléchir sur les états mentaux des autres. La thérapie peut faire appel à toute une série de techniques, notamment les jeux de rôle, l'imagerie guidée et les exercices de pleine conscience, ainsi que l'exploration des relations antérieures significatives.
La MBT s'est avérée efficace pour réduire les symptômes des troubles de la personnalité et améliorer le fonctionnement interpersonnel dans un éventail de populations cliniques. Elle est généralement dispensée sur une période de plusieurs mois à un an, avec des séances régulières de thérapie individuelle ou de groupe.